# Kanton Mont-de-Marsan-Nord
Mont-de-Marsan-Nord is een voormalig kanton van het Franse departement Landes. Het kanton maakte deel uit van het arrondissement Mont-de-Marsan.

## Gemeenten
Het kanton Mont-de-Marsan-Nord omvatte de volgende gemeenten:
- Bostens
- Campet-et-Lamolère
- Gaillères
- Geloux
- Lucbardez-et-Bargues
- Mont-de-Marsan (deels, hoofdplaats)
- Saint-Avit
- Saint-Martin-d'Oney
- Uchacq-et-Parentis